# Катажин
Катажин (пол. Katarzyn) — село в Польщі, у гміні Міхів Любартівського повіту Люблінського воєводства.
Населення — 201 особа (2011).

## Демографія
Демографічна структура станом на 31 березня 2011 року:
|          | Загалом | Допрацездатний вік | Працездатний вік | Постпрацездатний вік |
| -------- | ------- | ------------------ | ---------------- | -------------------- |
| Чоловіки | 100     | 32                 | 57               | 11                   |
| Жінки    | 101     | 25                 | 47               | 29                   |
| Разом    | 201     | 57                 | 104              | 40                   |